# Test dell'albero
Il test (o reattivo) dell'albero di Karl Koch è un test psicologico proiettivo. Esso si basa sull'interpretazione del disegno di un albero per venire a conoscenza della personalità del soggetto che vi si sottopone.
Il test compare per la prima volta nel 1949 come ausilio psicodiagnostico rivelatore dell'evoluzione psichica ed è considerato da alcuni psicologi un valido aiuto per comprendere gli aspetti nascosti della personalità.

## Descrizione del test
I metodi proiettivi sono così chiamati perché rappresentano prove in cui il soggetto proietta se stesso.
Tra i metodi proiettivi rientrano i test basati sul disegno, sono quelli che più si avvicinano ad un tipo di interpretazione psicografologica perché tengono conto della disposizione, della pressione sul foglio, del tratto, ma anche dei fattori psicologici proiettati nel disegno, che fanno emergere problematiche inconsce generalmente di natura affettiva.
L'albero disegnato diventa quindi una proiezione inconscia della persona che lo disegna.
Grazie a questo metodo si può avere una visione complessiva della personalità del soggetto: gli stati emotivi, il suo modo di stabilire rapporti umani, le sue tendenze e i suoi desideri (consapevoli e inconsci), i suoi conflitti più intimi e profondi.

## Storia
Il test dell'albero è stato ideato a livello intuitivo da Emil Jucker nel 1949.
L'analogia tra l'immagine del corpo umano e la struttura degli alberi suggerì al ricercatore svizzero l'ideazione di un test psicologico noto come “Baumtest” (o test dell'albero). Le sue ricerche avevano confermato che l'uomo, attraverso dinamiche inconsce, si identifica nell'albero e si proietta in quella forma verticale che ricorda la posizione eretta, esattamente come ipotizzato dallo psicanalista Carl Gustav Jung.
Il disegno dell'albero viene pertanto ritenuto l'equivalente di un autoritratto.
Karl Koch è stato il primo a sistematizzare i dati e raccogliere una vasta casistica utile ad avere le conferme delle prime intuizioni nel libro “Il reattivo dell'albero”.

## Simbologia
L'albero è il simbolo dell'uomo per analogia con la posizione eretta. Esso rappresenta la vita, lo slancio vitale, la forza e la sicurezza. Da qui nasce l'idea di far disegnare un albero per giungere ad una descrizione della personalità.
Secondo il grafologo svizzero Max Pulver, per l'albero, come per la scrittura la parte centrale rappresenta l'io, quella alta la zona delle aspirazioni, dell'immaginazione, della spiritualità e quella bassa la zona dell'istinto, dell'inconscio, dei bisogni materiali e della sessualità. La parte sinistra simboleggia le relazioni con il passato, l'introversione, le fissazioni infantili; quella destra invece il futuro, la socializzazione, l'estroversione, le mete.
L'albero anche nella storia delle religioni si riscontra frequentemente carico di importanti significati. Ad esso, come simbolo di vita inesauribile, si collegano le teofanie arboree di divinità associate alla fecondità, che spesso sono rappresentate in forma di alberi o emergenti da essi (Attis, Artemide, Dioniso).
È simbolo di vita soprattutto nel rappresentare il cosmo vivente che ininterrottamente si rigenera; ciò si esprime sia nelle credenze secondo le quali alcune piante fanno ringiovanire, danno lunga vita o l'immortalità (come nell'epoca sumero-accadica di Gilgamesh), sia nelle concezioni secondo cui l'universo stesso, quale unità vivente, è rappresentato come un albero (nelle Upaniṣad e nella Cabala).
Il simbolismo dell'albero si trova anche nei testi biblici con l'albero della conoscenza e l'albero del bene e del male.

## Istruzioni somministrative
L'età consigliata per un valore significativo del test è almeno di 4 anni.
È fondamentale sottoporre il soggetto a più test, in modo da avere un quadro completo della personalità, che un solo reattivo non può dare.
La consegna standard da dare al soggetto è: “La prego di disegnare un albero da frutto come meglio può. Potrà usare l‘intero foglio”.
Per non influenzare il soggetto o se si tratta di un bambino molto piccolo, si può semplicemente chiedere di disegnare l'albero che più gli piace.
Il materiale che occorre consiste in foglio bianco e matita.
È concesso l'uso della gomma per cancellare soltanto nel caso in cui il soggetto sia seguito a livello individuale, purché si prenda nota anche delle cancellature.

## Interpretazione
Il disegno dell'albero è accessibile a una prima comprensione globale attraverso la lettura dell'espressione grafica; l'esame delle varie caratteristiche invece presuppone una capacità di osservazione oggettiva.
La visione globale porta alla comprensione, l'osservazione particolareggiata alla conoscenza dei singoli tratti della personalità del soggetto.
Occorre quindi procedere alla valutazione del test in due tappe: l'osservazione dell'aspetto totale e l'analisi delle varie caratteristiche.

## Comprensione globale del disegno
La prima valutazione consiste nel considerare l'albero nella sua totalità per vedere l'impressione che comunica: armonioso, equilibrato, completo ecc.
Il primo elemento da valutare è la posizione della pianta tratteggiata sul foglio, che simboleggia il “sentirsi” al mondo: se è disegnata a destra o i rami tendono verso destra si è di fronte a una personalità socievole ed estroversa mentre il contrario è segno di introversione; se è al centro la persona vive nell'esigenza di contenere la propria emotività a favore della ragione; se è in basso può essere un segnale di depressione. L'albero può riempire il foglio fino ad avere i rami che debordano dal margine indicando megalomania e maniacalità, o essere piccolo e minuto e indicare quindi insicurezza.

## Analisi delle varie caratteristiche
Ogni parte dell'albero è associata a un significato preciso.
Il tronco corrisponde al carattere, se è grosso, indica praticità, forza di volontà e buon senso. Se al contrario è sottile, non dritto e contrassegnato da "nodi", evidenzia un'indole contraddittoria e piuttosto indecisa.
La chioma contraddistingue i vari aspetti del pensiero (spiritualità, ideali, intelletto, fantasia eccetera) ed è la parte che nel disegno cambia di più.
Una chioma chiusa in genere denota introspezione e riflessione; quella aperta con tanti rami visibili denota disponibilità, senso dell'amicizia, estroversione, vitalità; quella spoglia insicurezza e fragilità.
Le radici simboleggiano il rapporto col passato e i ricordi, quindi il modo di affrontare la vita in base alle esperienze. Se sono grosse o se affondano nel terreno e ne sporgono, pur essendovi bene ancorate, sono espressione di concretezza, realismo e buon adattamento all' ambiente.
Successivamente vengono attribuiti precisi significati psicologici ad ogni singolo elemento.

### Radici
La radice è l'elemento più durevole dell'albero. Essa è sostenuta dalla terra, dalla quale trae il sostegno per l'albero.
È possibile interpretare l'andamento delle linee, diretto o serpentino, ma nel disegno dell'albero le radici non indicano caratteristiche personali controllabili.
Esse, considerate psicologicamente, rappresentano l'invisibile, l'inconscio, l'insondabile, l'attaccamento alla terra e la primitività dell'uomo.

### Fusto

#### Base del fusto
Un fusto  disegnato a tratti diritti poggianti sulla base del foglio è normale fino all'età di 12 anni. Superata quest'età la base del fusto dritta potrebbe essere sintomo di parziale infantilismo, immaturità.
Una base del fusto allargata solo a sinistra è sintomo di inibizione; può essere interpretata come attaccamento al passato o alla propria madre, e come generico freno della persona a svincolarsi da una situazione.
L'allargamento del fusto a destra può essere sintomo di un carattere diffidente e prudente; in casi estremi rappresenta invece una persona caparbia e molesta.
Un fusto cuneiforme, con base larga che si restringe verso la chioma, è normale nei disegni durante l'età scolastica. Il fenomeno va diminuendo nelle età successive, durante le quali può essere segno di un leggero ritardo, o rappresentare una persona pratica, chiara, semplice e concreta.

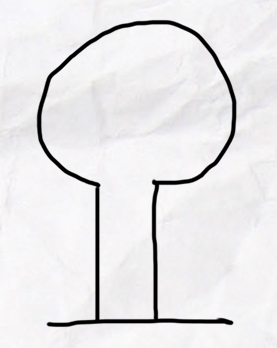
Fusto a tratti dritti
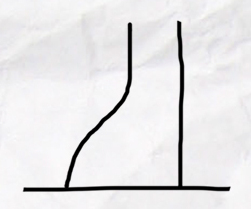
Fusto con base allargata a sinistra
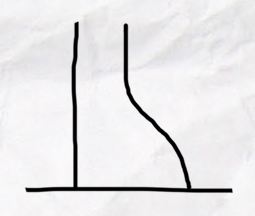
Fusto con base allargata a destra
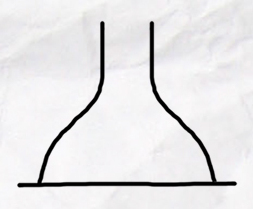
Fusto a base larga

#### Protuberanze e rientranze
Protuberanze sporgenti dal tronco nei disegni possono essere indice di traumi vissuti (malattie, incidenti, difficoltà ecc.)
Le rientranze o incisioni nel tronco sono molto rare e indicano in genere sentimenti di inferiorità o di colpa.
La presenza di queste forme nel disegno si riscontra spesso fra gli 8 ed i 12 anni.

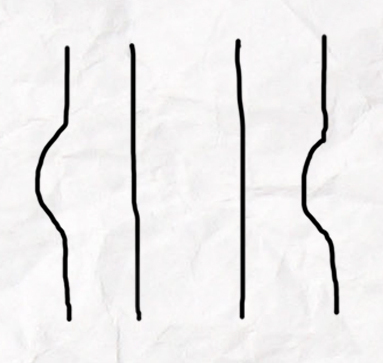
Esempio

#### Contorno
Il contorno del fusto rappresenta il limite tra l'Io e il mondo esterno. Il tratto può essere più o meno netto; in caso di tratto diffuso (tanti tratti fini o presenza di ombreggiature) è possibile interpretarlo come elevata sensitività e sensibilità, ma anche come stato di incertezza e di senso del limite non ben definito.

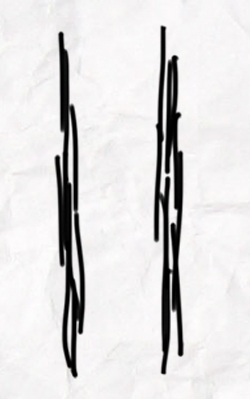
Esempio di tratto diffuso

### Rami
Primo aspetto da valutare in questa analisi è l'armonia della coordinazione dei rami:
- armonica: sintomo di regolarità, chiarezza, allegria e tranquillità. Talvolta la troppa tranquillità simboleggia noncuranza e insensibilità.
- disarmonica: rappresenta un soggetto turbabile, irrequieto ma allo stesso tempo aperto.
- apparentemente insensata: denota distrazione, superficialità, spensieratezza e mancanza di controllo.

#### Allargati verso le estremità
Disegnare il ramo allargandolo verso l'estremità significa espanderne la sostanza; è sintomo di uno spirito molto attivo, che tende a scaricare la propria impulsività e forza sul mondo esteriore.
Questa caratteristica si riscontra spesso nell'età puberale.

#### Rami paralleli
Nel parallelismo si esprime la tenacia, cioè la costanza nello sforzo.
Si tratta in genere di soggetti diligenti che hanno un ottimo rendimento sul lavoro.

#### Rami ad angolo retto
Si riscontrano quasi esclusivamente fino all'età di 5 anni; in molti disegni di adulti si trovano tratti angolosi sparsi e angoli retti meno netti.
Questa caratteristica è spesso dovuta a una scarsa abilità nel disegno. L'interpretazione possibile è data dall'unione dei due elementi, ossia difficoltà nell'esecuzione del disegno e legame con le forme di esecuzione della prima infanzia. Nei disegni di adulti, la ripetizione di questa caratteristica è senz'altro sintomo di ritardo, regressione, o fissazione su livelli inferiori.

#### Rami a decorso contrario
Questa caratteristica negli adulti è sintomo di una tendenza all'opposizione e rivela una contraddizione che può assumere tratti di falsità, mancanza di sincerità, inaffidabilità e ostinazione.
I bambini più piccoli si dimenticano spesso la direzione iniziale del disegno, perciò nei disegni dei bambini non viene dato peso a tale caratteristica.

#### Rami sporgenti frontalmente
Nei disegni è solita una rappresentazione a due dimensioni; la percentuale che si distacca da questa abitudine naturale è molto bassa.
I rami sporgenti frontalmente nel disegno dimostrano una considerazione fisica spaziale dell'albero. Tale caratteristica va quindi interpretata come espressione di originalità, coraggio e molteplicità di doti in senso positivo.

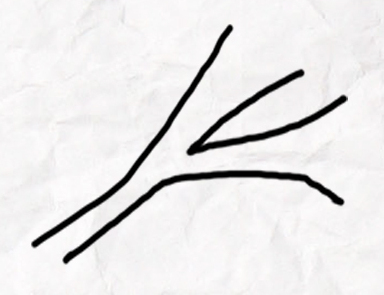
Rami allargati verso le estremità
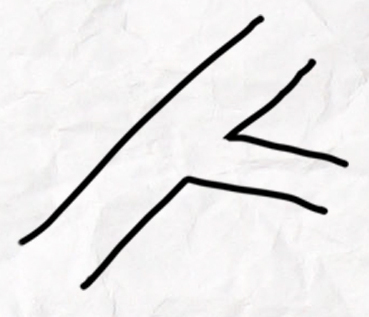
Rami paralleli
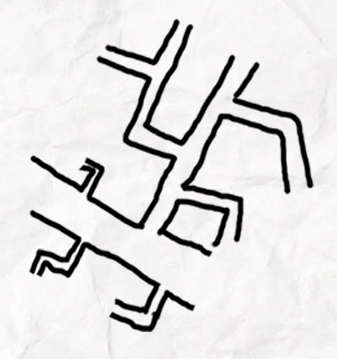
Rami angolosi
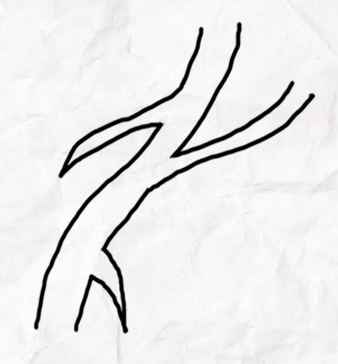
Rami a decorso contrario
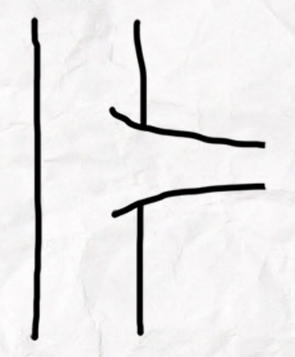
Rami sporgenti frontalmente

### Chioma
Gli stati d'animo possono essere tradotti in linee grafiche, e la chioma dell'albero è particolarmente adatta per notare la proiezione di tali stati d'animo.

#### Chioma sferica
Nei disegni di chiome chiuse, quasi tonde, oppure ellittiche, l'aspetto più importante da notare è il sintomo di chiusura rappresentato, che può esprimere semplice chiusura, oppure la sensazione di "un pallone pieno d'aria" (il vuoto).
Non occorre che le chiome siano del tutto vuote per confermarne il significato; è comunque consigliabile essere cauti nell'interpretazione.
Spesso nei disegni degli adulti sottoposti al test le chiome sferiche potrebbero semplicemente rappresentare la volontà dei soggetti di rimanere il più possibile neutri e chiusi. Il cerchio in questo caso assumerebbe significato di sipario, che copre e nasconde.
Questo disegno nell'età infantile non presenta alcun sintomo degno di nota; si trova con alta frequenza nei disegni dei bambini dai 7 ai 13 anni, prevalentemente nei disegni dei maschi, ma la chioma sferica durante quest'età rappresenta una forma ancora schematica e "anonima".

#### Chioma ad arcate
La rappresentazione della chioma con tante arcate unite è sintomo di senso delle buone maniere e gentilezza in generale.

#### Chioma concentrica
Una chioma concentrica può essere interpretata come sintomo di chiusura, nel senso di scarsa attività verso l'esterno. Individua in genere soggetti che contano soprattutto su sé stessi, e tendenti al narcisismo.

#### Chioma ricciuta
Una chioma ricciuta, così come il tratto grafico che la rappresenta, contiene elementi di movimento, flusso e velocità e rappresenta uno stato d'animo di allegria, socievolezza, dinamismo, loquacità.

#### Chioma a groviglio di linee
Il groviglio di linee deve essere considerato sintomo di deformazione. Questa chioma ricorda gli scarabocchi dei bambini piccoli, cioè forme che non sono ancora stabilizzate.
È possibile interpretare il sintomo come qualcosa di non ancora formato, oppure come deformazione rappresentata da dissociazione di elementi già formati.

#### Chioma a sacco
La chioma a sacco ricadente all'ingiù si trova nei disegni di soggetti con una debole volontà, non capaci di sfruttare a pieno le proprie possibilità, con poca grinta.

#### Chioma appiattita (schiacciata in alto)
Questa caratteristica è generalmente espressione di un complesso di inferiorità. Il sintomo è interpretabile come senso di oppressione, di ubbidienza voluta o forzata, rassegnazione, inibizione, mancanza di libertà.

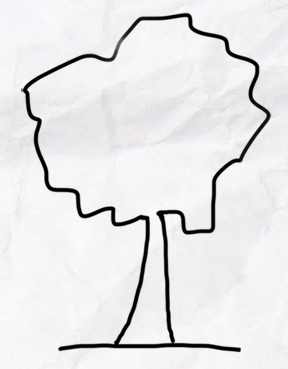
Chioma sferica
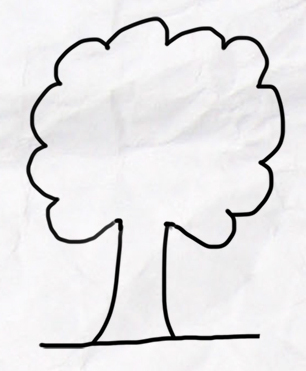
Chioma ad arcate
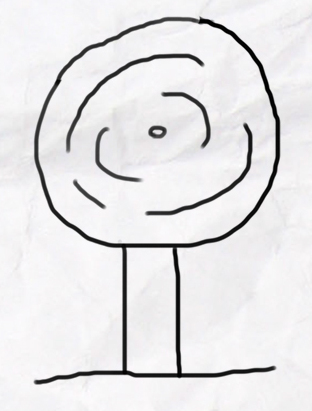
Chioma concentrica
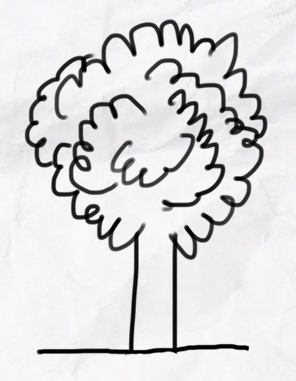
Chioma ricciuta
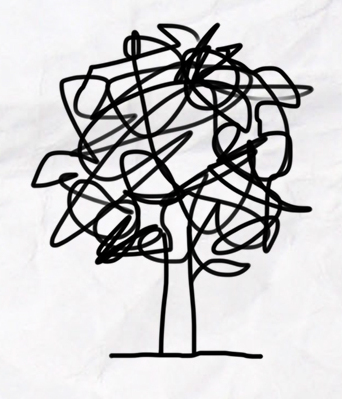
Chioma a groviglio di linee
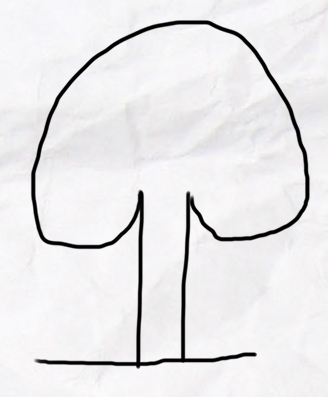
Chioma a sacco
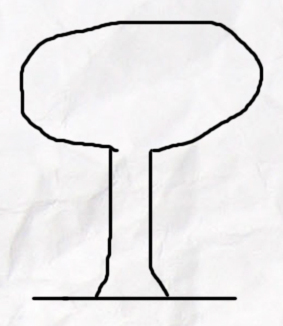
Chioma appiattita

### Annerimenti

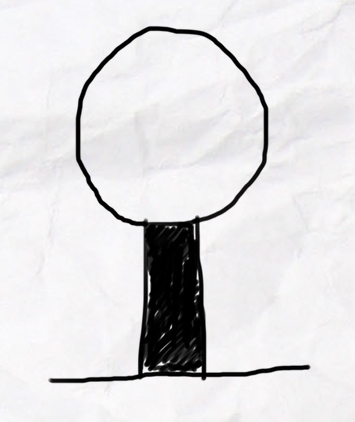
Annerimento del fusto

Il nero psicologicamente esprime l'inconscio.
L'annerimento del fusto è una forma molto frequente durante la prima infanzia e nel periodo della pubertà. Nei disegni dei bambini l'annerimento viene effettuato attraverso una notevole pressione del lapis sul foglio; durante l'adolescenza invece si annerisce il disegno per realizzare ombreggiature: ciò impone una interpretazione diversa.
L'annerimento dei rami è meno frequente, e l'interpretazione della caratteristica non si differenzia da quella del fusto. Una diversa interpretazione occorre per quanto riguarda l'annerimento di foglie e frutti, caratteristica frequente in età prescolastica. In tal caso non viene data importanza all'annerimento di per sé, quanto all'accentuazione di un preciso particolare del disegno che denota bisogno di apparire e esteriorità.

### Fiori, foglie, frutti
L'arricchimento floreale nel disegno dell'albero appare, con bassa frequenza, nei disegni delle femmine. Rappresenta un'atmosfera di gioia, cura per l'esteriorità, autoammirazione, voglia di apparire.
Le foglie vengono disegnate da tutti in tutte le età, soprattutto da soggetti femminili.
Esse simboleggiano spirito di osservazione, sviluppo dei sensi, gusto per l'esteriorità, gioia di vita, carattere giovanile, bisogno di elogio e riconoscimento.
Il frutto simboleggia il contenuto, la sostanza, intesa come utilità, scopo. Sono disegnati con frequenza fino ai 17 anni, momento in cui si vuole anticipare la maturità, e diminuiscono con l'età adulta dove il soggetto maturato non ha più bisogno di evidenziare il suo valore. Per gli adulti l'interpretazione dei frutti è da considerarsi affannosità, ossessione per il guadagno, desiderio di successo, impazienza, falsa valutazione della realtà, esagerazione. Il disegno di frutti esageratamente grandi va considerata una pura forma dell'età infantile e può essere sintomo di ritardo nelle età successive.

### Antropomorfizzazioni
Alberi antropomorfizzati (chioma o tronchi con facce umane, arti, ecc.) si ritrovano esclusivamente nei disegni dei bambini piccoli e dei minorati psichici. L'interpretazione di essi non è facile; sono sintomo di un attaccamento a un qualcosa di arcaico; sono quindi una caratteristica che appare nei disegni di chi torna o si trova in uno stato primitivo o infantile.

### Paesaggio e accessori decorativi
La prova non richiede il disegno del paesaggio, ma non lo vieta. La consegna data limita di per sé il desiderio di disegnare un paesaggio, il soggetto può comunque prendersi la libertà di arricchire il disegno con monti, colline, sole, nuvole, ombre, erba, fiori, suolo ecc. I bambini più piccoli in genere aggiungono uomini, animali e uccelli.
Le interpretazioni attribuite al paesaggio sono: facoltà di immaginazione, tendenza ai sogni, loquacità, fantasia, mancanza di realismo, irrealtà, meditazione, stato d'animo calmo e sereno.

### Cambiamenti di stile
Non è frequente che il soggetto cambi stile nell'esecuzione dello stesso disegno. Dove vi sia però una associazione di elementi di esecuzione estranei l'un l'altro, può essere valida la seguente interpretazione: vivacità, oscillazione d'umore, opportunismo, elasticità, indeterminismo, curiosità.

### Collocamento sul foglio
È importante considerare il collocamento del disegno sul foglio, se nella consegna non viene data indicazione precisa. La consegna infatti dovrebbe essere generica e limitarsi a spiegare che il soggetto può usare tutto il foglio.
I bambini piccoli in genere collocano il disegno sull'orlo inferiore del foglio; la tendenza inversa si riscontra in bambini più grandi: essi disegnano l'albero molto in alto e spesso il disegno prosegue idealmente oltre l'orlo superiore del foglio. Si tratta di una mancanza di misura e di equilibrio che si attenua con il progredire della maturazione.

## Critiche
La scarsità di informazioni sulle caratteristiche psicometriche (attendibilità e validità del test) e l'assenza di basi scientifiche e verifiche sul test pongono dubbi sul suo utilizzo in ambito clinico.
Non esistono studi sulla sua attendibilità e validità né esiste alcuna standardizzazione italiana.

## Rivelatore evoluzione psichica
Attraverso l'analisi e l'interpretazione psicologica dello scarabocchio o dei disegni dei bambini, soprattutto di quelli somministrati come test, si possono avere indicazioni sullo sviluppo cognitivo del bambino, della sua motricità, di eventuali deficit psicomotori e del suo grado evolutivo.
I bambini disegnano prima la figura umana, successivamente inseriscono nei disegni anche gli animali. Verso i 3-4 anni disegnano i fiori, le case, il sole, le nuvole.
Solo dopo questi passaggi, all'età di 4 anni i bambini iniziano a disegnare alberi, di solito inseriti in un paesaggio.
Il disegno offre valide possibilità per la valutazione delle abilità percettive del bambino, della sua capacità di orientamento spaziale, della sua coordinazione motoria, delle sue capacità attentive. Si possono evidenziare, se ci sono problemi di disgrafia, di lateralizzazione, neurologici, con la possibilità di intervenire tempestivamente, dove occorra, con tecniche riabilitative.

### Prime forme di alberi nell'infanzia
L'evoluzione del disegno dell'albero assume aspetti diversi con l'evolvere dell'età.
Tali forme primitive rientrano nell'età fra 3 e 7 anni, di conseguenza quando si osservano alberi di questa tipologia in bambini più grandi, ciò può costituire un elemento indicatore di un ritardo cognitivo.
- fusto a un solo tratto: limite massimo intorno ai sei anni.
- ramo ad un solo tratto: forma relativamente frequente fino ai 10 anni, che si riscontra soprattutto nelle femmine.
- alberi a forma di croce: si riscontrano in genere sotto i 6 anni e nei soggetti minorati psichici gravi.
- collocazioni inadeguate: sono sintomo di noncuranza dei principi fondamentali dello spazio e si osservano generalmente nei bambini piccoli e nei minorati psichici.

## Schizofrenia
Le ricerche di Giulio Gaffuri sull'utilità del reattivo dell'albero nella diagnosi di schizofrenia prendono in considerazione i seguenti aspetti nell'interpretazione del disegno:
- Tempo di latenza (tempo che intercorre dalla consegna all'effettivo inizio dell'elaborato).
- Orientamento dell'albero nel foglio.
- Dimensioni dell'albero.
- Composizione del disegno.
- Elementi dell'albero.

I tempi di performance sono maggiori nella produzione a colori.
Raramente gli alberi vengono collocati nella parte destra del foglio, mentre è frequente la loro collocazione a sinistra. La parte destra viene preferita però dai catatonici (parte destra inferiore) e paranoidi (parte destra superiore). La posizione a sinistra è più accentuata negli schizofrenici simplex ed ebefrenici.
L'esame della dimensione evidenzia un'alta frequenza dei due estremi opposti: alberi grandi o molto grandi nei paranoidi e dimensione piccola nei catatonici.
L'albero manca spesso della linea del terreno, ha una collocazione bizzarra nel foglio, è spesso destrutturato. La presenza di stereotipie raggiunge la percentuale, veramente significativa, dell'88% (matita nera) e 92% (produzione a colori) nei simplex; del 92% e 97% negli ebefrenici e del 98% e 100% nei catatonici.
L'esame degli elementi figurativi mette in evidenza notevoli variazioni, per cui i risultati statistici relativi ai particolari grafici rivestono minore importanza rispetto ai rilievi che si possono trarre dal complesso del disegno.